# Gastrotheca pulchra
Gastrotheca pulchra é uma espécie de anfíbio da família Hemiphractidae. Endêmica do Brasil, pode ser encontrada no sul do estado da Bahia em várias localidades, como Porto Seguro, Ilhéus, Itamari, Camacan e Mascote, e no estado de Pernambuco, no município de Jaqueira.